# Monburg
Monburg ist ein Weiler und Ortsteil der Gemeinde Heretsried im schwäbischen Landkreis Augsburg in Bayern (Deutschland).

## Gemeindezugehörigkeit
Bis zur Gebietsreform in Bayern am 1. Juli 1972 gehörte die selbstständige Gemeinde Affaltern mit ihren beiden Ortsteilen Monburg und Salmannshofen zum Landkreis Wertingen und wurde dann dem Landkreis Augsburg (zunächst mit der Bezeichnung Landkreis Augsburg-West) zugeschlagen. Monburg wurde am 1. Mai 1978 nach Heretsried umgegliedert, Affaltern und Salmannshofen kamen zu Biberbach.

## Pfarrei
Monburg gehört zur katholischen Pfarrei St. Martin in Heretsried.